# SNCF BB 27000 sorozat
Az SNCF BB 27000 sorozat egy francia kétáramnemű, négytengelyes, tehervonati villamosmozdony-sorozat. Összesen 180 db épült az Alstom belforti gyárában 2002 és 2006 között. A mozdony az Alstom Prima mozdonycsaládba tartozik.

## Rövid történet
Az Alstom első igazi mozdonyplatformjának története 2001-re nyúlik vissza, amikor a gyár saját kontójára megépített egy kísérleti mozdonyt. A gép járműszekrénye már megegyezett az első generációs mozdonyokéval, a belső berendezések azonban folyamatos kísérletezés tárgyát képezték. A kísérleti gép fődarabjait aztán a szériamozdonyokban hasznosították.
A cél egy interoperábilis, egész Európában értékesíthető, moduláris mozdonyplatform kifejlesztése volt, amely megfelel a korszerű ergonómiai elvárásoknak is. Ennek megfelelően a mozdony vezetőállása is egy merőben új vonalat képvisel centrális vezetőasztal-elhelyezésével, a klasszikus analóg műszerek szinte teljes mellőzésével. A hajtás is a legkorszerűbbnek számító IGBT félvezetőket alkalmazza.

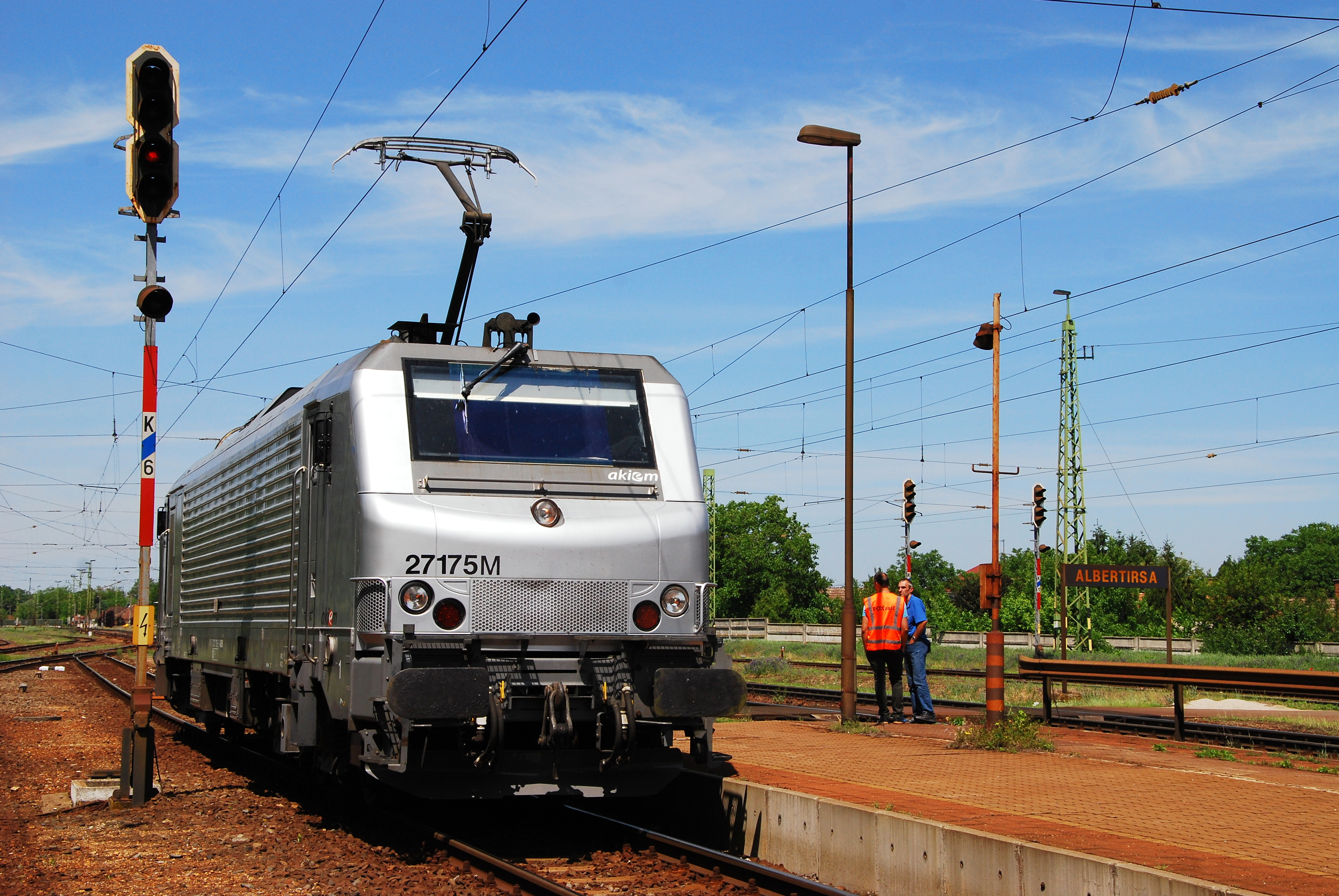
Albertirsán is zajlottak a típusengedélyezési próbák a 27175-össel

A Prima EL2U típus lett aztán az első elkészült variáns, 2002-től szállította őket a gyártó a Fret SNCF részére, ahol a BB27000 sorozatszámot kapták. A franciaországi belső számozási rendszer szerint egy további 4-es számjeggyel egészül ki a pályaszám, ami azt mutatja, hogy a mozdony az áruszállítási üzletág kezelésében van. A Primák forgalomba állításával az SNCF-nek több túlkoros villamosmozdony-sorozat teljes leselejtezésére lehetősége nyílt.
A mozdonyok egy része (eredetileg 60 darab, de utólagos átalakítás is volt) ún. "midi" áramszedő konfigurációval van ellátva. Ezeknél az 1600 mm-es palettaszélességű helyett egy 1950 mm-es egyenáramú áramszedő található a tetőn a váltakozóáramú áramszedő mellett. Ezzel a konfigurációval rendelkező mozdonyok pályaszáma mögött egy M betű áll.
2009-2010 között az Akiem SAS összesen 70 darab BB27000 sorozatú mozdonyt vett át a Fret SNCF-től. A 27111-27180 pályaszámú mozdonyok fokozatosan elveszítették eredeti zöld színüket és öltötték magukra az új tulajdonos ezüst ornátusát, illetve adott esetben az aktuális bérlő vasútvállalat saját flottaszínét. Legjelentősebb bérlők a VFLI, a Regio Rail, és a Lineas.
2018-ban kettő darab mozdony (27175, 27178) Magyarországra érkezett, hogy megszerezzék a típusengedélyt. A próbafutások lezajlottak, jelenleg (2024.03-hó) 5 darab üzemképes mozdony található az országban. Magyarországon a mozdony a 491-es sorozatszámot kapta meg.

## Technikai áttekintés
A mozdony vérbeli tehervonati gép, ezt jól példázza, hogy egyáltalán nem is alkalmas villamos vonatfűtésre. A vontatómotorok felfüggesztése marokágyas, ennek megfelelően a megengedett legnagyobb sebessége 140 km/h. Egy-egy autonóm áramirányító egység szolgáltatja a villamos energiát a vontatómotorok számára, tehát a főáramkör felépítése minimálisan eltér a német gyártók mozdonyai esetében megszokottaktól. A mozdony alkalmas mind visszatápláló, mind ellenállásos villamos fékezésre. A két üzemmód közötti váltás automatikus.
A jármű fékberendezése SAB-Wabco rendszerű, a levegőellátást egy darab Westinghouse gyártmányú csavarkompresszor biztosítja. A mechanikus fékberendezés kissé szokatlan módon féktuskós megoldású - kerekenként egy-egy fékrudazat nélküli, duplatuskós fékblokk került beépítésre. Kettő fékblokk rugóerőtárolós rögzítőfék-modullal is el van látva.
Biztonsági berendezések tekintetében a mozdonyok jelenleg a klasszikus RS "crocodile", valamint a KVB típusú vonatbefolyásoló berendezésekkel, VACMA típusú időarányos éberségi berendezéssel, GSM-R kompatibilis mozdonyrádióval és az ATESS menetregisztráló berendezéssel vannak felszerelve. Magyarországi átalakításuk során Mirell, Indusi és SIFA vonatbefolyásoló rendszer került beszerelésre. Így a mozdonyok alkalmassá váltak Horvátországi és Romániai közlekedésre is.
A letisztult kialakítású vezetőasztalon a menetszabályzó szerepét a korszerű normáknak megfelelő ún. menet-fékkar tölti be a mozdonyvezető jobb keze felől. Baloldalt PBL típusú időfüggő fékezőszelep, illetve a kiegészítő fék elektropneumatikus működtető karja található. A mozdonyvezető számára a mozdony üzemével kapcsolatos információkat kettő darab kijelző szolgáltatja. Szokatlan módon több funkciót is a kijelzőkön keresztül lehet csak elérni, így pl. az áramszedők és az irányváltó működtetését is. A jármű sebességmérője az egyetlen analóg műszer a vezetőasztalon.

## Nevek
- 27001 - Port Autonome de Marseille
- 27062 - Méricourt